# 馬尼基夫卡區
馬尼基夫卡區（烏克蘭語：Маньківський район）是位於烏克蘭中部切爾卡瑟州的舊區，区府为馬尼基夫卡，2020年烏克蘭行政區劃改革以後被撤銷，併入烏曼區。該區原面積765.1平方公里，2015年人口27,987人，人口密度每平方公里36.58人。